# حصن آل عزون (القطن)
'

تعديل مصدري - تعديل

حصن ال عزون هي إحدى قرى عزلة القطن بمديرية القطن التابعة لمحافظة حضرموت، بلغ تعداد سكانها 94 نسمة حسب تعداد اليمن لعام 2004.